# ريتشارد فورد (سياسي)
ريتشارد فورد (بالإنجليزية: Sir Richard Ford)‏ هو سياسي بريطاني، ولد في 1614، وتوفي في 31 أغسطس 1678. انتخب عضو مجلس النواب في البرلمان البريطاني.